# Museo d’Arte Orientale Edoardo Chiossone
Museo d’Arte Orientale Edoardo Chiossone (Muzeum Sztuki Orientalnej im. Edoarda Chiossone) – muzeum sztuki azjatyckiej, głównie japońskiej, założone w 1905 roku, mieszczące się od 1971 roku w Villetta Di Negro w Genui.
Jest najstarszym muzeum sztuki japońskiej w Europie. 

## Historia
Dzięki swej gruntownej znajomości sztuki japońskiej i szerokim kontaktom z najwybitniejszymi przedstawicielami życia politycznego, gospodarczego, kulturalnego Japonii, Edoardo Chiossone zgromadził jedną z najbardziej niezwykłych kolekcji sztuki tego kraju, liczącą ponad 15 tysięcy eksponatów i obejmującą grafikę, malarstwo, broń, zbroje, wyroby z brązu, ceramikę i porcelanę, wyroby emaliowane, lakierowane, maski teatralne, tekstylia, monety i inne przedmioty.
W testamencie napisanym na 11 stycznia 1898 roku Chiossone przekazał całą kolekcję na rzecz Accademia Ligustica di Belle Arti w Genui. Jego zbiory, zinwentaryzowane przez Ambasadę Włoch w Tokio, zostały w 1899 roku przetransportowane do Genui, po czym, po wielu perypetiach biurokratycznych i nie bez wsparcia gminy Genua, zostały 8 listopada 1905 roku udostępnione publiczności w pałacu Akademii, jako pierwsza tego typu ekspozycja we Włoszech. W kolejnych dekadach miały miejsce inwentaryzacja i katalogowanie zbiorów.
W 1948 roku Rada Miasta Genui podjęła decyzję o budowie nowego muzeum dla kolekcji Chiossone. Na miejsce placówki wybrano park Villetta Di Negro. Budynek muzeum, zaprojektowany przez genueńskiego architekta, przedstawiciela włoskiego modernizmu, Maria Labò, wzniesiono pośrodku romantycznego ogrodu z początku XIX wieku, w miejscu neoklasycznej willi markiza Gian Carla Di Negro, zniszczonej podczas II wojny światowej. Budynek muzeum jest położony centralnie, w pobliżu Piazza Corvetto, a sprzed niego rozciąga się widok na szare, łupkowe dachy starej Genui, port i Morze Liguryjskie. Budynek zawiera ryzalit z tarasowym dachem przykrywającym korpus główny; ten ostatni tworzy pojedynczy, prostokątny hol z obszernym pomieszczeniem na parterze i pięcioma galeriami, zawieszonymi wzdłuż dwóch długich ścian, połączonymi ze sobą schodami i tworzącymi jeden ciąg. Muzeum zostało zainaugurowane w 1971 roku. Nadano mu imię Edoarda Chiossone, ponownie udostępniając publiczności jego zbiory.

## Współpraca
W XXI wieku dyrekcja Muzeum rozwinęła ścisłą współpracę i partnerstwo naukowe i gospodarcze z organizacjami japońskimi, zwłaszcza z Japan Foundation, Narodowym Instytutem Badań nad Dziedzictwem Kultury w Tokio i Sumitomo Foundation, podejmując działania  konserwacyjne i renowacyjne, które począwszy od 1997 roku do chwili obecnej (2017) umożliwiły renowację 52 obrazów oraz wyrobów z laki i masy perłowej. Ponadto, we współpracy z instytutami i uczelniami japońskimi (Uniwersytet Tokijski, Uniwersytet Kiotyjski, Uniwersytet Hosei i Muzeum Narodowe w Kioto), prowadzone są programy badawcze oraz katalogowanie różnych sekcji muzealnych zbiorów. Dyrekcja Muzeum zorganizowała również szereg wystaw swej kolekcji: wystawę wyrobów z laki w Palazzo Ducale w Genui (1996) i ukiyo-e (2005), wystawę poświęconą działalności kolekcjonerskiej Edoarda Chiossone w Museo Nazionale d’Arte Orientale w Rzymie, czy wystawę ukiyo-e w pięciu japońskich muzeach publicznych (2001–2002). Kolejnym efektem współpracy między dyrekcją Muzeum a instytucjami japońskimi (Tokyo National Research Institute for Cultural Properties, Sumitomo Foundation) była, trwająca 20 lat (1994–2014) konserwacja 77 cennych obrazów, przeprowadzona pod kuratorskim nadzorem Donatelli Failli. Prace konserwatorskie stały się okazją do przeprowadzenia badań historycznych i naukowych dotyczących technik i tradycji malarskich. Odnowione dzieła sztuki zaprezentowano następnie na wystawie La Rinascita della Pittura Giapponese. Vent’anni di Restauri al Museo Chiossone di Genova (28 lutego – 29 czerwca 2014). Prezentację powtórzono w dniach od 9 listopada 2016 do 12 lutego 2017 roku, tym razem w ramach wystawy zatytułowanej Antologia della Pittura Giapponese.

## Zbiory

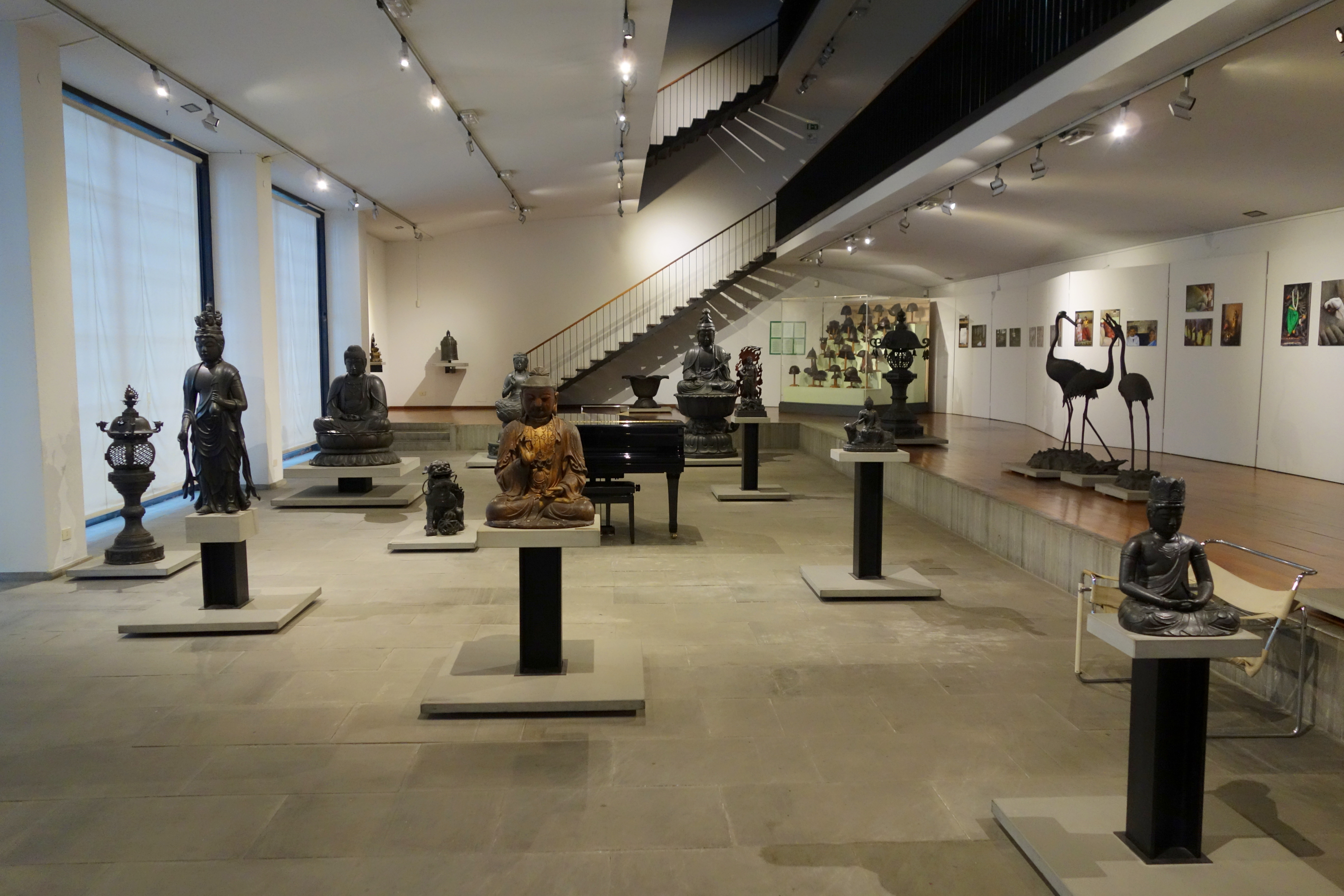
Wnętrze muzeum

W muzeum znajdują się bogate zbiory sztuki japońskiej i innych krajów azjatyckich. Dzieła sztuki japońskiej pochodzą z różnych epok: malarstwo (od XI do XIX wieku), broń i zbroje, przedmioty emaliowane, wyroby z laki, ceramika, porcelana, ukiyo-e, instrumenty muzyczne, maski teatralne, stroje i tkaniny, wyroby z brązu oraz kolekcja rzeźb z Japonii, Chin i Syjamu. Wśród zbiorów ukiyo-e szczególnie cenne są prace takich artystów, jak: Harunobu, Utamaro, Hiroshige i Hokusai
W celu poglądowego zaprezentowania każdego okresu lub gatunku sztuki zbiory muzeum pogrupowane są w takich działach jak: starożytność, początek i rozwój buddyzmu, cywilizacja samurajów, ewolucja techniki wytwarzania wyrobów metalowych i sztuki stosowanej w okresie Edo (1603–1868). Dwie galerie na wyższych piętrach, odnowione w 2001 roku, z nowymi pomieszczeniami wystawienniczymi, są miejscem zarówno wystaw czasowych, jak i rotacyjnej prezentacji muzealnych eksponatów.

### Galerie wystawowe
- Stałe wystawy (hol główny i galerie nr 1–2, 5, 6). Eksponowana jest w nich japońska rzeźba buddyjska i antyki z okresu prehistorycznego, protohistorycznego i historycznego: kamienne artefakty, dzwonki z brązu, halabardy, lustra, magatama[a], rzeźba buddyjska w metalu, broń i zbroja, wyposażenie wojownika, rzeźba drewniana, maski teatralne, wyroby emaliowane, porcelana, wyroby z laki i ubiory męskie.
- Okresowe wystawy (galerie 3-4) używane do specjalnych i rotacyjnych ekspozycji delikatnych dzieł sztuki, takich jak: ryciny, obrazy, tekstylia i wyroby z laki[4].

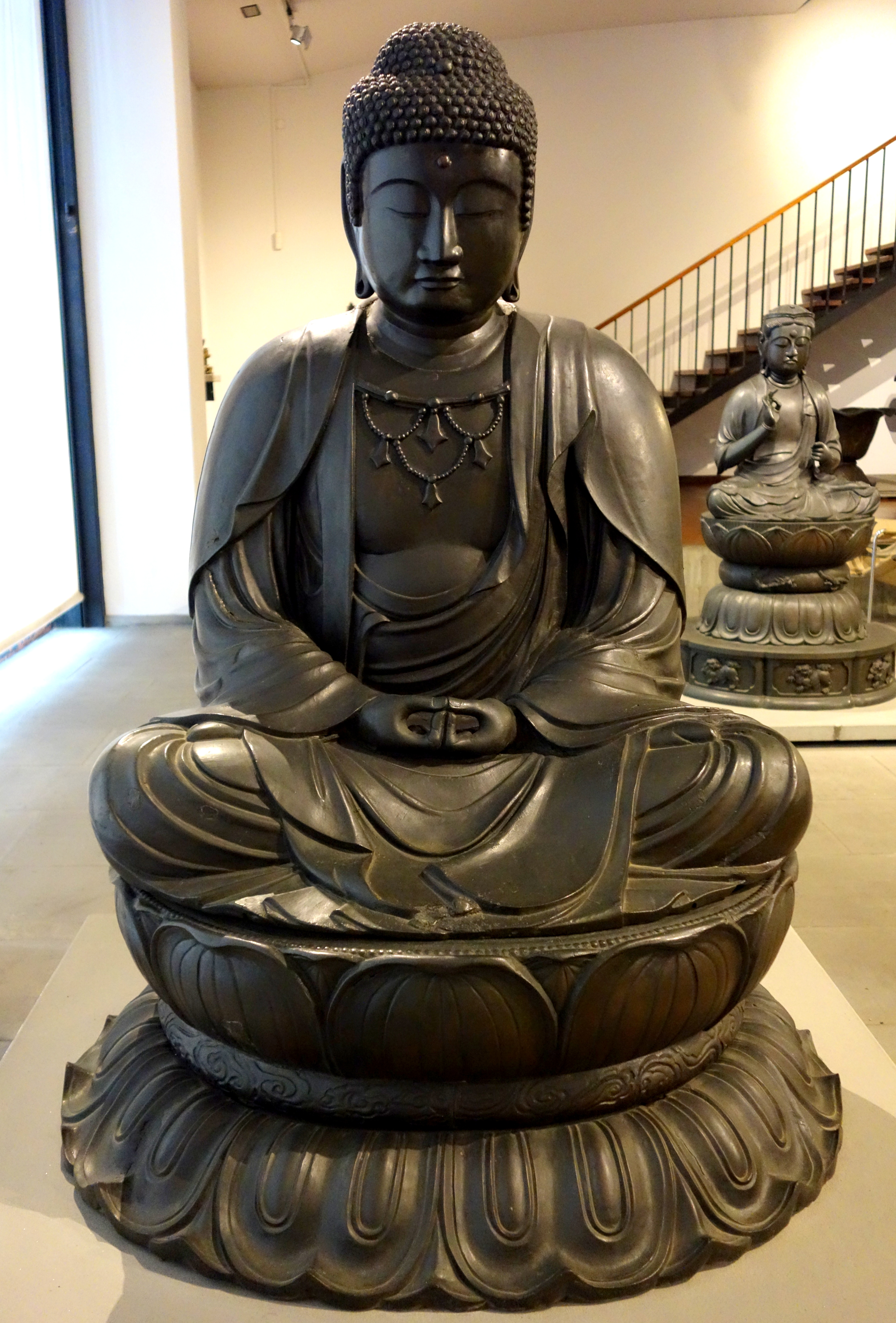
Budda w pozie dhjanamudra, Japonia, 1694
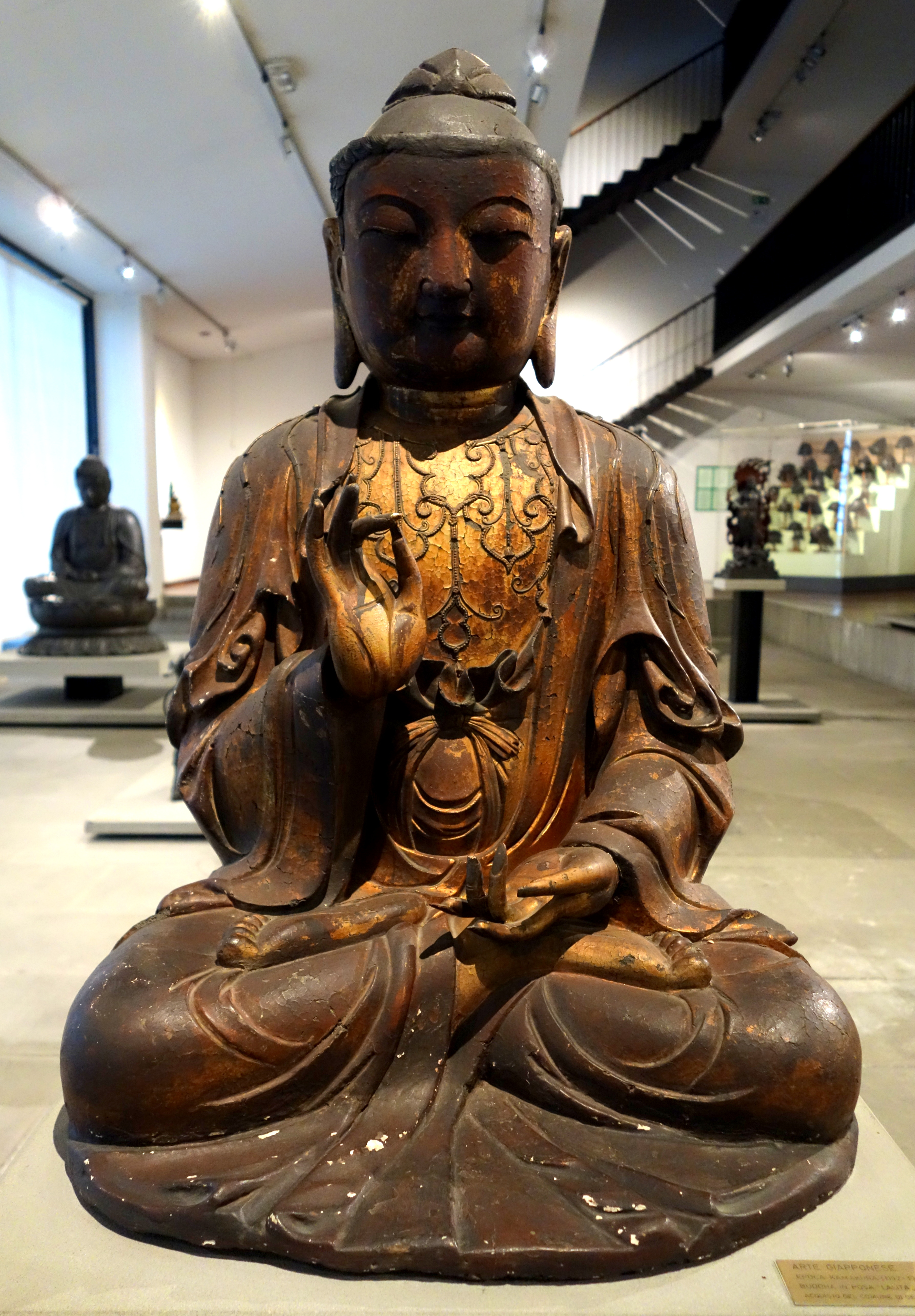
Budda w pozie lalita, okres Kamakura (XII-XIV w.)
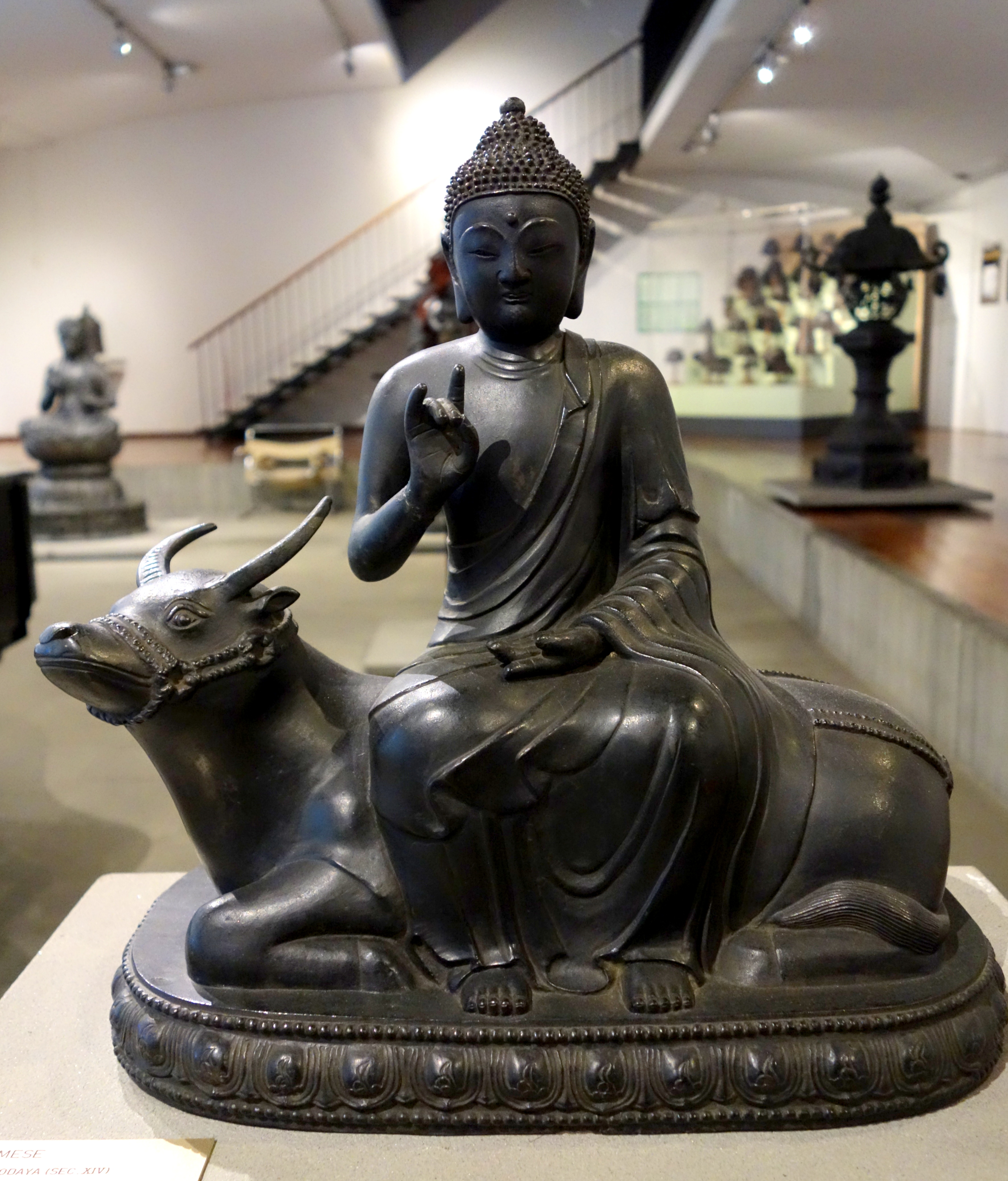
Budda na byku, Syjam, XIV w.
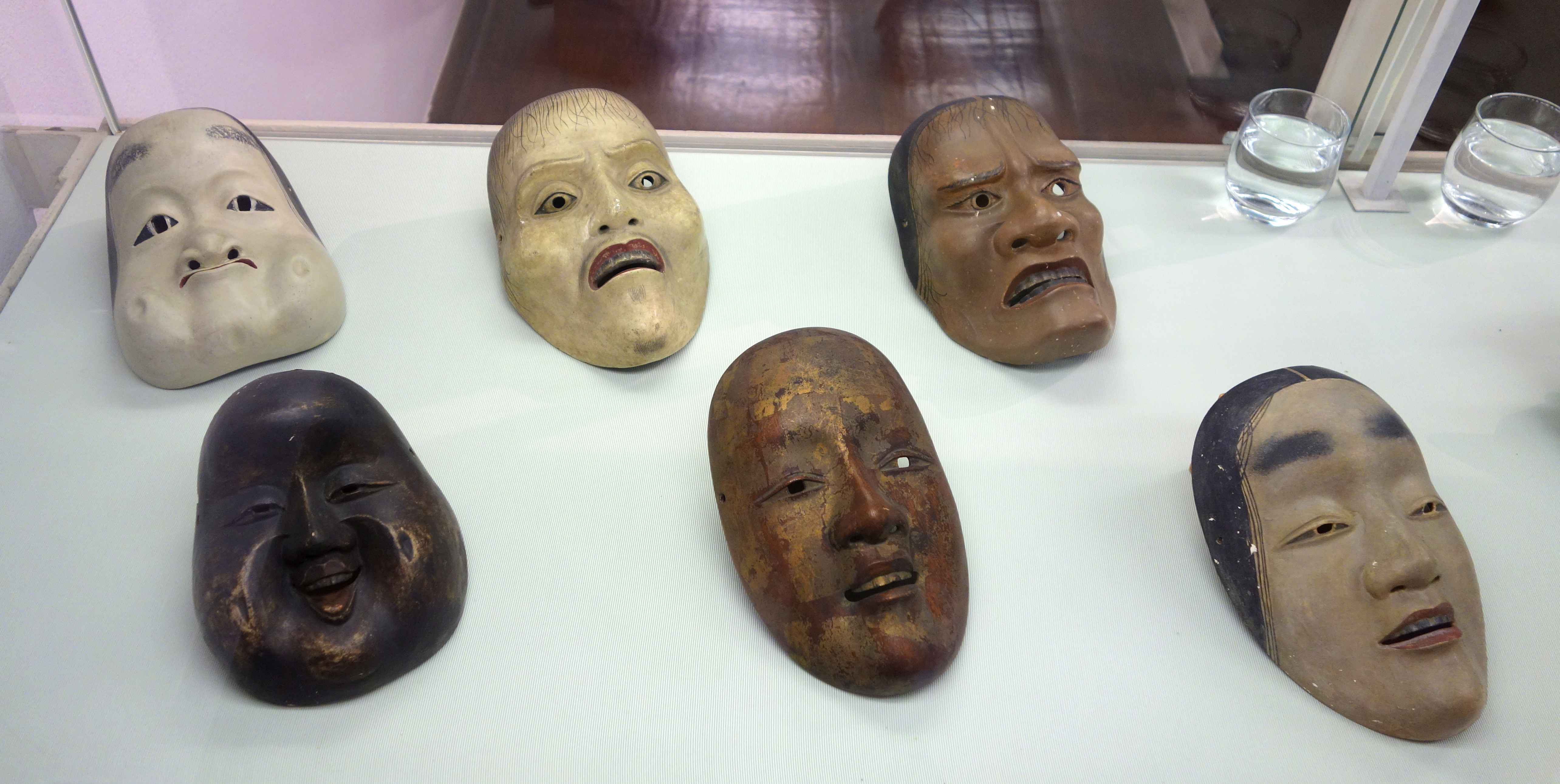
Maski używane w dramacie nō
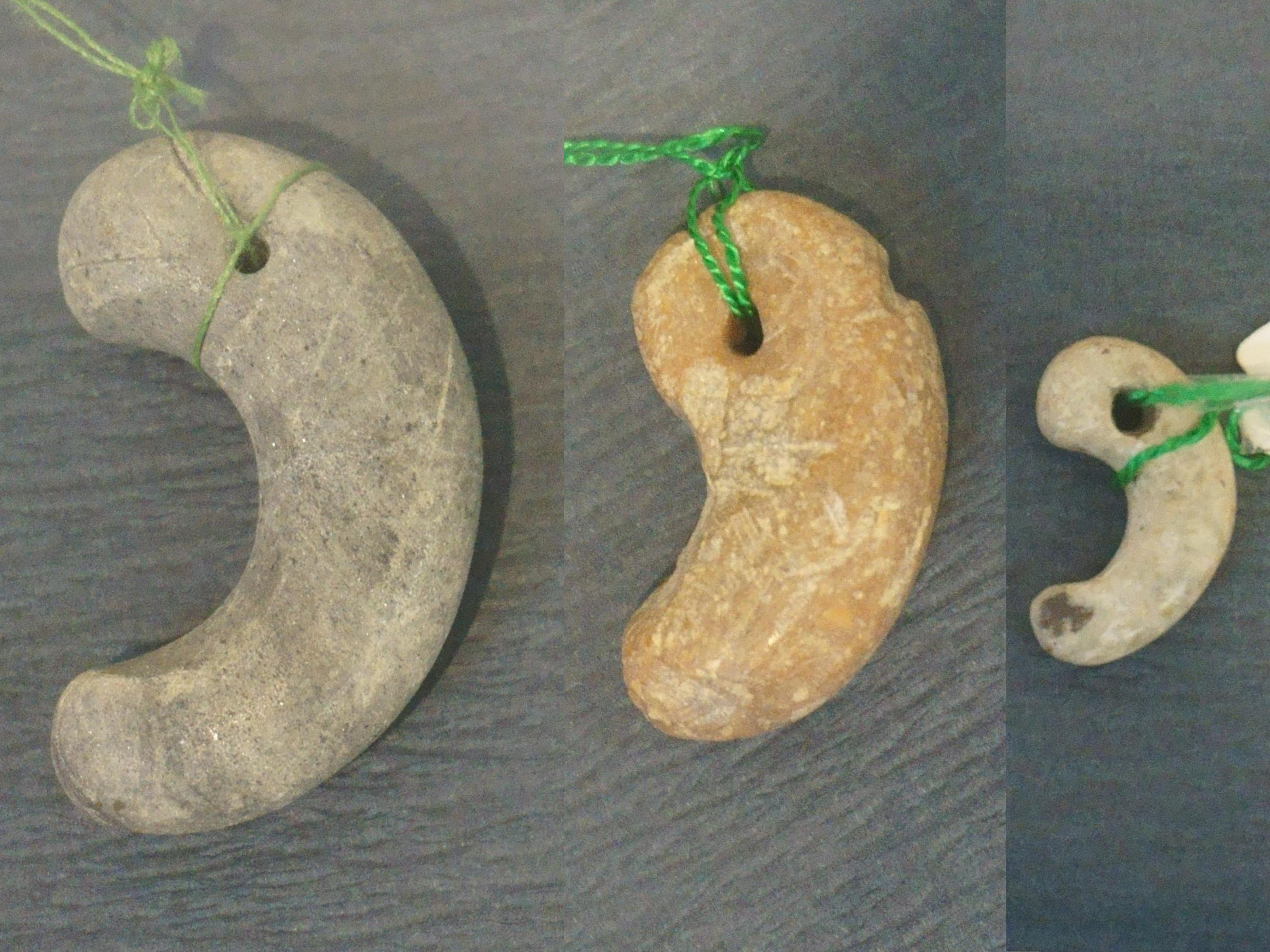
Kamienne magatama